# Cals Americanos
Cals Americanos és una obra del municipi de la Bisbal d'Empordà protegida com a bé cultural d'interès local.

## Descripció
L'edifici consta de planta baixa i un pis, amb coronament de barana de ceràmica calada i coberta de teula a dues vessants. Els dos pisos presenten la mateixa estructura: set arcs de mig punt entre pilars amb columnes adossades, al centre dels quals hi ha una petita mènsula decorativa (les de la planta baixa amb tema vegetal i les del pis amb figura femenina). A la planta baixa totes les obertures són finestres, llevat de dues portes, i al pis són balcons ampitadors amb barana de terrissa, igual que la del coronament.
A la teulada hi ha una torratxa de planta rectangular de maó amb la barana de ceràmica, igual a la de la façana.

## Història
La casa va ser construïda l'any 1872 en estil neoclàssic colonial per l'arquitecte Martí Sureda i Deulovol per a la família Martí. Joan Martí i Oliveras, terrissaire nascut a la Bisbal, va anar a Cuba a fer el servei militar i s'hi va casar amb Caridad Socias, filla de Cuba. En tornar a la Bisbal va establir-se en el seu ofici; el matrimoni va adquirí el 28 d'agost del 1871 uns terrenys anteriorment propietat d'Agustí Boy amb la finalitat d'edificar-hi la residència familiar i una fàbrica de terrissa; l'edifici va ser denominat "Mundo Nuevo" en record dels orígens de la propietària.
Aquesta va ser la primera terrisseria situada als afores de la vila, que després va anar seguida d'altres, en el moment d'expansió d'aquesta indústria. En l'actualitat, els descendents dels primers propietaris es dediquen a la venda de terrissa. L'edifici,a més d'habitatge, és un dels magatzems - botiga de terrissa més importants del barri de l'Aigüeta.